# Маркт-Реттенбах
Маркт-Реттенбах (нем. Markt Rettenbach) — община в Германии, в земле Бавария. 
Подчиняется административному округу Швабия. Входит в состав района Нижний Алльгой.  Население составляет 3644 человека (на 31 декабря 2010 года). Занимает площадь 51,45 км².